# ティンダロスの猟犬

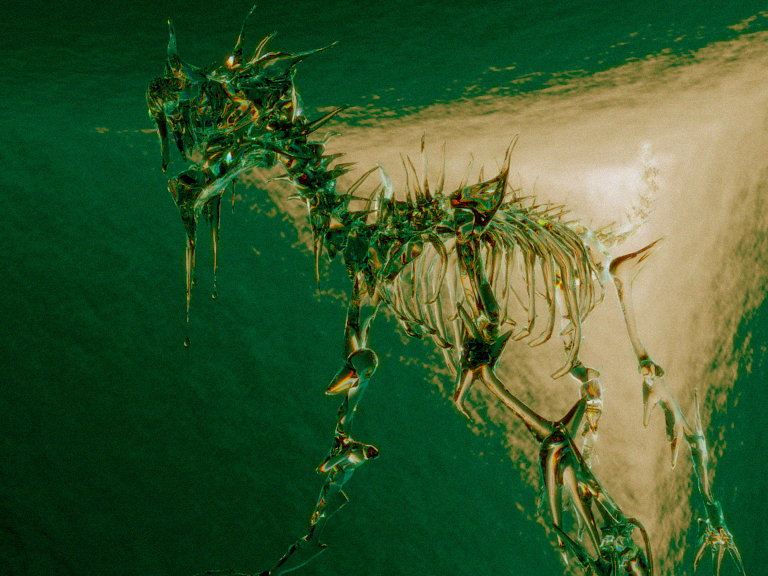
ティンダロスの猟犬

ティンダロスの猟犬（ティンダロスのりょうけん、The Hounds of Tindalos）は、『ウィアード・テイルズ』誌1929年3月号に掲載されたフランク・ベルナップ・ロングの小説、および作中に登場する架空の生物である。
本作は、ロングのクトゥルフ神話第2作であり、怪物「ティンダロスの猟犬」の初出作品であり、日本では大瀧啓裕によって訳されたバージョンが青心社から出版された『クトゥルー5』に収録されている。
東雅夫は『クトゥルー神話辞典』にて、「角度を通って襲来する異次元の魔物という卓抜な着想で知られる、ロングの代表作」と解説している。ラヴクラフトの『彼方より』の影響を受けている。
ラヴクラフトも直後にティンダロスの猟犬の設定を自作に輸入しており、クトゥルフ神話（およびラヴクラフト神話）に組み込まれている。またロングも、本作の発表から55年後の1984年に発表した"Gateway to Forever"（仮訳：永遠への戸口）に猟犬を再登場させている。こちらの作品は日本では未翻訳。

## 作品

### あらすじ
オカルト作家ハルピン・チャーマズは、神秘的な幻覚剤「遼丹（リャオタン）」を服用して時間を遡るため、知り合いのフランクに立ち合いを依頼する。幻覚剤を飲んだチャーマズの意識は、どんどん時間を遡っていき、ついには生命創造以前の世界へと至る。そこで彼は「不浄の猟犬たち」に出くわし、臭いを嗅ぎつけた彼らに追われる恐怖におびえる。そして、角度を通ってやってくる猟犬たちをやり過ごすために、部屋の内側の角を石膏で塗り固めて丸い空間に閉じこもるなど、その奇行によりフランクを呆れさせる。
ところが、数日後に町を襲った地震によって石膏が剥がれ落ち、角度が露出する。
その後、チャーマズの他殺死体が発見される。遺体の損傷度合いの割に血は全く流れておらず、死因は毒殺と疑われる。学者たちが遺体に付着していた「謎の青い粘着物」を化学分析したところ、間違いなく生物の物でありながら生命活動に必要な酵素が全く無いという矛盾した結果が得られる。

### 登場人物
- フランク - 語り手。『喰らうものども』にも登場。
- ハルピン・チャーマズ - パートリッジヴィル（架空の地名）在住のオカルト作家。性格は博識で難物。
- 猟犬 - 化物。角度から現れる。

## 怪物

### 概要
時間が生まれる以前の超太古、異常な角度をもつ空間に住む不浄な存在とされる。
絶えず飢え、そして非常に執念深い。四つ足で、獲物の「におい」を知覚すると、その獲物を捕らえるまで、時間や次元を超えて永久に追い続ける。猟犬と呼ばれているが、イヌ科の生物というわけではない。ただしロングの"Gateway to Forever"では「朧気ながら狼めいた姿」と描写されており、外見的には似ていることもあるらしい。
物品の破片といった120度以下の鋭い角を通って出現するという性質があり、出現時は青黒い煙のようなものが噴出し、それが凝ってティンダロスの猟犬の実体を構成する。その実体化の直前、酷い刺激を伴った悪臭が発生するので襲来を察知することができるが、その時点で既に手遅れとなっている。古代ギリシア人によると、彼らから身を守る唯一の方法は身辺のものから一切の鋭角をなくし「曲線」のみで構成することであるという。
こちらの世界に姿を表すときの特徴的な形態として、「太く曲がりくねって鋭く伸びた注射針のような舌」と、「原形質に似ているが酵素を持たない、青みがかった脳漿のようなもの」を全身からしたたらせるさまが描写されている。

### 初期設定
創造者のフランク・ベルナップ・ロングは、猟犬たちを不浄の体現と称している。ロングは、清浄と不浄があるとし、清浄は曲面から、不浄は角度から現れるとした。人間世界の善悪とは端から異質ということを強調しており、後のダーレス神話の旧神vs旧支配者の善悪スタンスとは異なっている。ロングはティンダロスの猟犬たちを、前作『喰らうものども』同様に汚穢・不潔の存在として描いている。
ラヴクラフトは友人ロングが創造したティンダロスの猟犬を自作に取り込み、直接登場させこそしなかったものの、間接的に言及し、アザトースと何らかの関わりある存在であることを示唆した（闇に囁くもの、博物館の恐怖）。これを踏まえてリン・カーターは、ティンダロスの猟犬たちをアザトースの従者とした。カーターはこれらの初期設定をカーター版ネクロノミコンにまとめている。

### 追加設定
ロングは1979年に"The Gift of Lycanthropy"という小説を発表している。これはロバート・E・ハワードの断章を基にした連作短編の第12章として書かれた作品で、主人公は人狼化することによってティンダロスの猟犬を使役できるようになったという設定である。
カーターは、ラヴクラフトの記述を受けて、猟犬たちの父母たる存在をノス＝イディクとクトゥンとした。E・P・バーグランドは異説を提唱し、猟犬たちの出自をマイノグーラがシュブ＝ニグラスと交わって産んだ落とし仔たちとした。
エリザベス・ベアの『非弾性衝突』では訳あって人間界に追放され、人間社会で生きるティンダロスの猟犬の姉妹が描かれている。またベアとサラ・モネットの合作である"Mongoose"にはチェシャ猫と呼ばれる生物が登場するが、これはティンダロスの猟犬が幼形成熟したものという設定である。
ブライアン・ラムレイの作品では猟犬の容姿が異なり、翼ある存在として描かれる。また彼らの宮殿「ティンダロスの邑」が時間界を彷徨している。
ローレンス・J・コーンフォードの『万物溶解液』によると、ハイパーボリア大陸の黒魔術師である「黒のヴェルハディス」は、猟犬ルルハリルを球形の魔術石に閉じ込めて敵の抹殺に使役したという。この石は敵対勢力に奪われ、ヴェルハディスが敗れた後、猟犬ルルハリルは錬金術師エノイクラを抹殺するために差し向けられたが、エノイクラの作り出した「万物溶解液」により撃退されている。
ピーター・キャノンの"The Hound of the Partridgevilles"には人間の男性とティンダロスの猟犬の間に生まれた子が登場する。外見は普通の人間と変わらないが、子供を作ることができないとされる。なお、この作品におけるティンダロスの猟犬は人語を話すが、ハルピン・チャーマズを殺害したのはあなたかと訊ねられたときは無礼な質問であるとして回答を拒んだ。
TRPGにおいては、ティンダロスの猟犬たちには、強力な「王」たちがいるとされている。時間が生まれるまえからおり角度を司るティンダロスの猟犬たちは、時空と曲面を司るヨグ＝ソトースと対立しているという。特に強大なる大君主ミゼーアは、外なる神クラスの化物とされる。また、ティンダロスの猟犬が分泌する漿液を注射された人間は猟犬と人間のハイブリッドと化すという設定がUnseen Masters所収の"The Wild Hunt"にある。
ニール・ゲイマンの『翠色の習作』は、ヴィクトリア時代のイギリスで、緑色の液体にまみれた惨殺死体と、RACHE（古英語で猟犬の意）という署名が残された殺人事件を探偵捜査するという、シャーロック・ホームズの異聞伝であり、ストーリー的なギミックがある。
カーター版ネクロノミコンでは、遼丹の原料として黒い蓮が挙げられている。